# بیبر (دانوب)
بیبر رودی است به دانوب می‌ریزد. این رود از کشور آلمان می‌گذرد.